# Amelija
Amelija je žensko osebno ime.

## Izvor imena
Ime Amelija je različica ženskega osebnega imena Amalija.

## Različice imena
- ženska različica imena: Amela

## Pogostost imena
Po podatkih Statističnega urada Republike Slovenije je bilo na dan 31. decembra 2007 v Sloveniji število ženskih oseb z imenom Amelija: 44.

## Osebni praznik
Osebe z imenom Amelija lahko godujejo takrat kot osebe z imenom Amalija.